# Episodi di Ultima traccia: Berlino (quarta stagione)
La quarta stagione della serie televisiva Ultima traccia: Berlino, composta da 12 episodi, è stata trasmessa sul canale tedesco ZDF dal 7 aprile al 23 giugno 2015.
In Italia, la stagione è andata in onda su Rai 2 dall'8 al 23 agosto 2017.
| nº | Titolo originale | Titolo italiano            | Prima TV Germania | Prima TV Italia |
| -- | ---------------- | -------------------------- | ----------------- | --------------- |
| 1  | Monster (1)      | Il mostro (prima parte)    | 7 aprile 2015     | 18 gennaio 2018 |
| 2  | Monster (2)      | Il mostro (seconda parte)  | 14 aprile 2015    | 18 gennaio 2018 |
| 3  | Ausgeträumt      | Fine di un sogno           | 21 aprile 2015    | 6 agosto 2017   |
| 4  | Allesfresser     | Il lavoro di una vita      | 28 aprile 2015    | 7 agosto 2017   |
| 5  | Vergessen        | Amnesia                    | 5 maggio 2015     | 8 agosto 2017   |
| 6  | Hochvirulent     | Contagio                   | 12 maggio 2015    | 9 agosto 2017   |
| 7  | Abseitsfalle     | La trappola del fuorigioco | 19 maggio 2015    | 25 gennaio 2018 |
| 8  | Sprachlos        | Senza parole               | 26 maggio 2015    | 10 agosto 2017  |
| 9  | Fluchtversuch    | Tentativo di fuga          | 2 giugno 2015     | 25 gennaio 2018 |
| 10 | Staatseigentum   | Spionaggio                 | 9 giugno 2015     | 11 agosto 2017  |
| 11 | Verwandelt       | Gemelli... diversi         | 16 giugno 2015    | 14 agosto 2017  |
| 12 | Gefrierpunkt     | Sotto copertura            | 23 giugno 2015    | 15 agosto 2017  |